# Retable de Fano

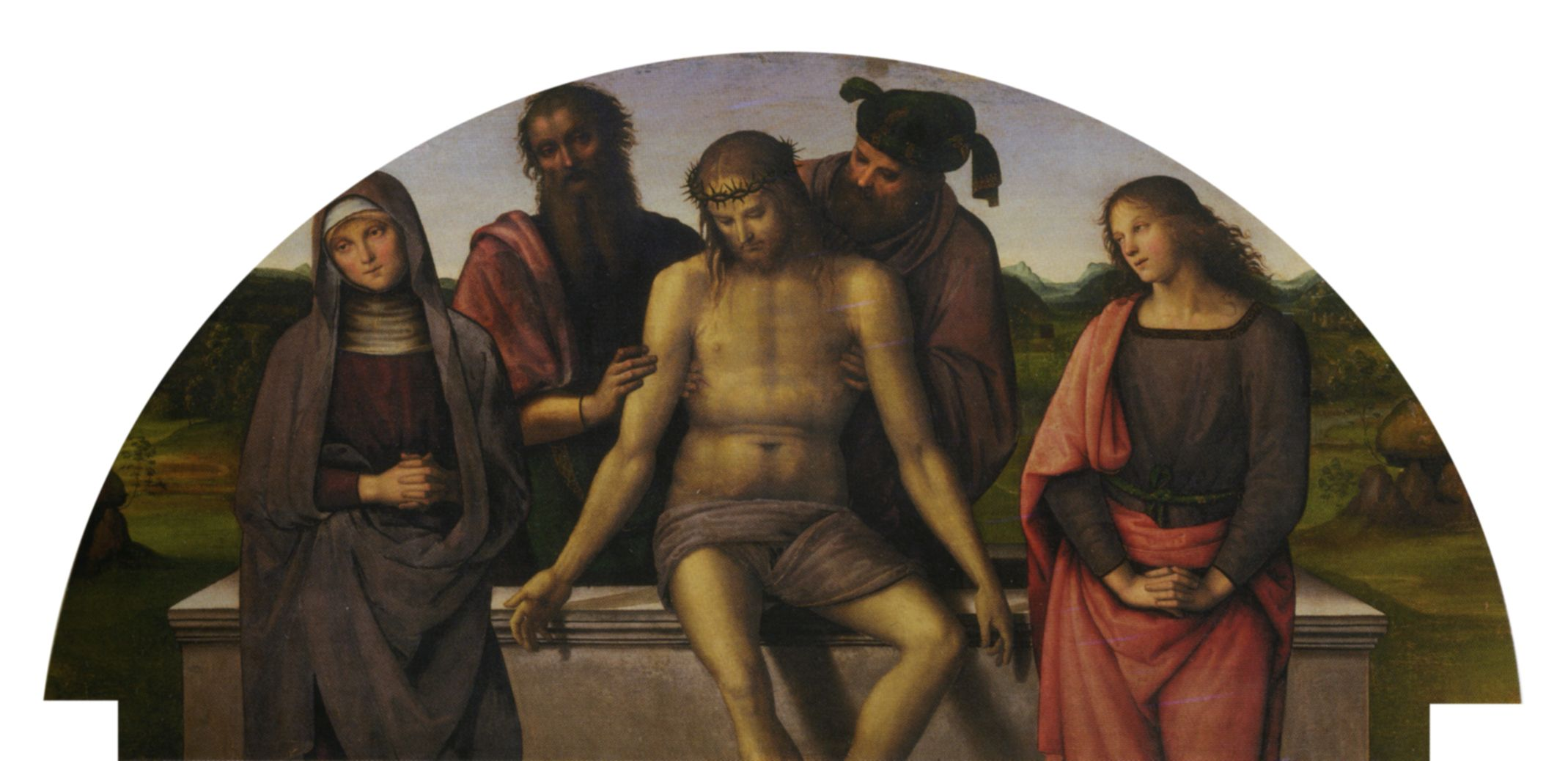
Cimaise avec Pietà

Le retable de Fano (en italien Pala di Fano) est une peinture religieuse, un retable (262 × 215 cm) du Pérugin, datant de 1497, qui est située dans la Chiesa di Santa Maria Nuova, à Fano (Marches).

## Histoire
En 1488-1490, Le Pérugin avait déjà réalisé  une commande pour l'église Santa Maria Nuova de Fano : L'Annonciation.
L'œuvre remporta un tel succès qu'en 1497, une autre commande lui a été confiée : le Retable de Fano.
Certains historiens d'art ont émis l'hypothèse que le jeune Raphaël ait pu contribuer à l'œuvre.

## Thème
L'œuvre utilise un thème  de l'iconographie chrétienne, celui de la Conversation sacrée présentant la Vierge en majesté trônant  en présence de figures saintes, ici les saints Jean le Baptiste, Louis, François d'Assise, Pierre, Paul et Marie-Madeleine.

## Description
Marie est assise avec sur ses genoux l'Enfant Jésus sur un  trône surélevé avec devant, un piédestal sur lequel est déposé le « vase mystique » et dont la base est décorée de motifs grotesques avec la signature et la date d'exécution de l'œuvre. L'Enfant regarde vers Marie-Madeleine, située sur la droite. Le regard absent et pensif de Marie est dirigé vers la gauche, à l'opposé de celui de l'Enfant. Seule Marie-Madeleine regarde vers le spectateur.
De chaque côté de la scène, trois saints sont placés sur trois rangs : 
- Sur la gauche : Jean le Baptiste, vêtu de la peau de chameau et portant le bambou croisé ; François d'Assise, absorbé par la lecture du livre ; Louis, avec ses attributs d'évêque.
- Sur la droite : Marie-Madeleine, tenant l'ampoule des onguents et un lys blanc, offrande pour la Vierge ; Pierre avec les clefs du Paradis ; Paul, avec une longue barbe et la veste rouge.

Le cadre architectural a une allure symétrique avec des chapiteaux en saillie, surmontés de voûtes à arcs à plein cintre typique du style du Pérugin de l'époque. Dans ce cas le portique se limite à quatre rangées en profondeur et la structure architecturale simple et solennelle est à l'identique et commence dès le premier plan, la représentation en perspective monofocale à point de fuite central, bien que cachée par la présence de la Vierge, s'ouvre dans le fond constitué d'un paysage doux typique du style du Pérugin avec une série de monts et collines ponctuées d'arbrisseaux qui se dégrade dans le lointain dans un ciel clair, rendant l'espace ample et profond (Perspective atmosphérique).
La scène est éclairée depuis la gauche comme le soulignent au sol les longues ombres sombres.
La Vierge, l'Enfant ainsi que les saints, portent une fine auréole dorée.

## Analyse
Les figures du premier plan sont mises en évidence, l'axe central de toute la composition est constitué par la Vierge sur le trône qui se situe au sommet d'un triangle dans lequel sont disposés les personnages des saints.
La scène est représentée selon un schéma serein et plaisant, celui des personnages et du paysage, en contraste avec l'ordonnancement strict des règles de la perspective symétrique  de l'architecture, fréquemment représentée dans les productions du Pérugin : on retrouve cette particularité dans le Polyptyque Albani Torlonia, L'Apparition de la Vierge à saint Bernard et dans La Pietà.
L'atmosphère de la scène est calme et sereine. Les sentiments sont à peine suggérés, les couleurs sont vives mais délicates se fondant les uns dans les autres, créant de la sorte un effet de volume qui s'amplifie dans l'espace suggéré par les perspectives géométrique et atmosphérique du paysage.
La transformation de l'image de Marie est désormais opérée par Le Pérugin avec une physionomie de Marie plus mûre, simple et sévère en harmonie avec le climat spirituel instauré à Florence par Savonarole.

### La cimaise
La cimaise représente une Pietà : Christ mort et assis sur le sépulcre soutenu par Joseph d'Arimathie et Nicodème avec sur les côtés les pleureurs, Marie et Jean. Bien que la scène soit dramatique, les expressions des personnages sont caractérisés par une calme et douce contemplation. Seule la figure du Christ porte clairement les signes de sa Passion.

### La prédelle
La prédelle composée de cinq tablettes représente une scène de la Nativité de Marie, La Présentation de Jésus au Temple, Le Mariage de la Vierge, L'Annonciation et L'Assomption et avec la remise de la cintola à saint Thomas.
Dans ces scènes l'artiste a utilisé des schémas habituels, comme le portico a sfondo, la mandorle, située dans un doux  paysage ou une vallée, ainsi que divers intérieurs dans des compositions où l'espace est suggéré par les perspectives géométrique et aérienne du paysage.

Nativité de Marie, Présentation de Jésus au Temple, Mariage de la Vierge, Annonciation, Assomption et remise de la cintola à saint Thomas.
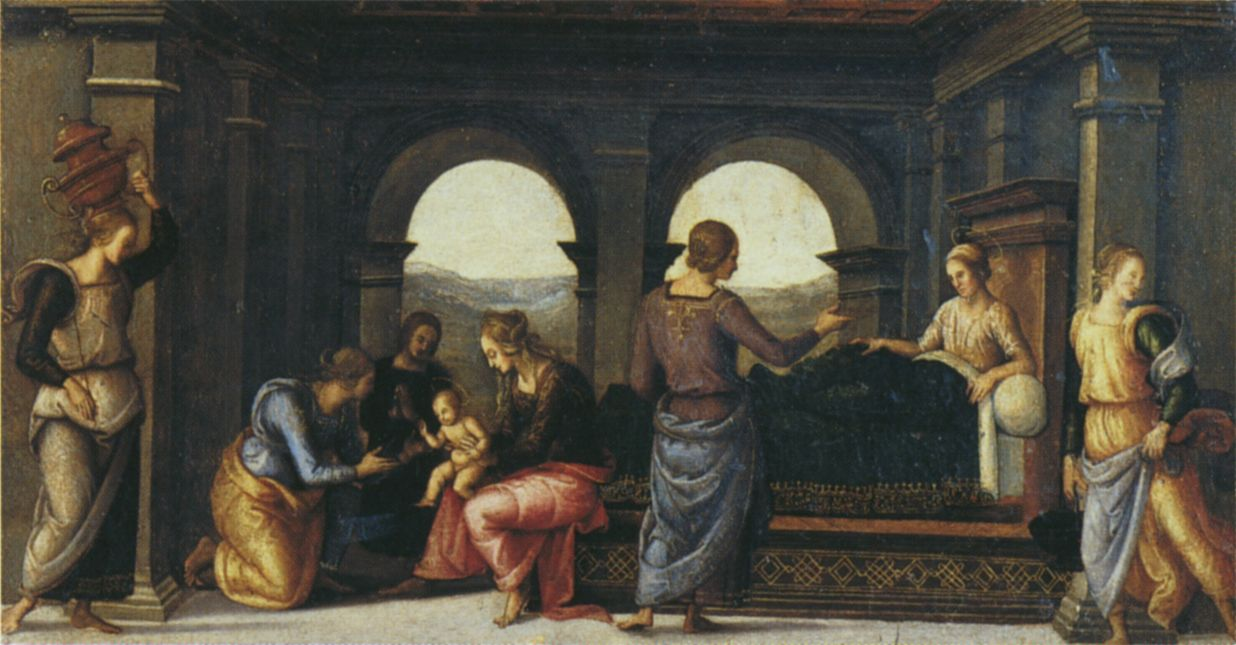
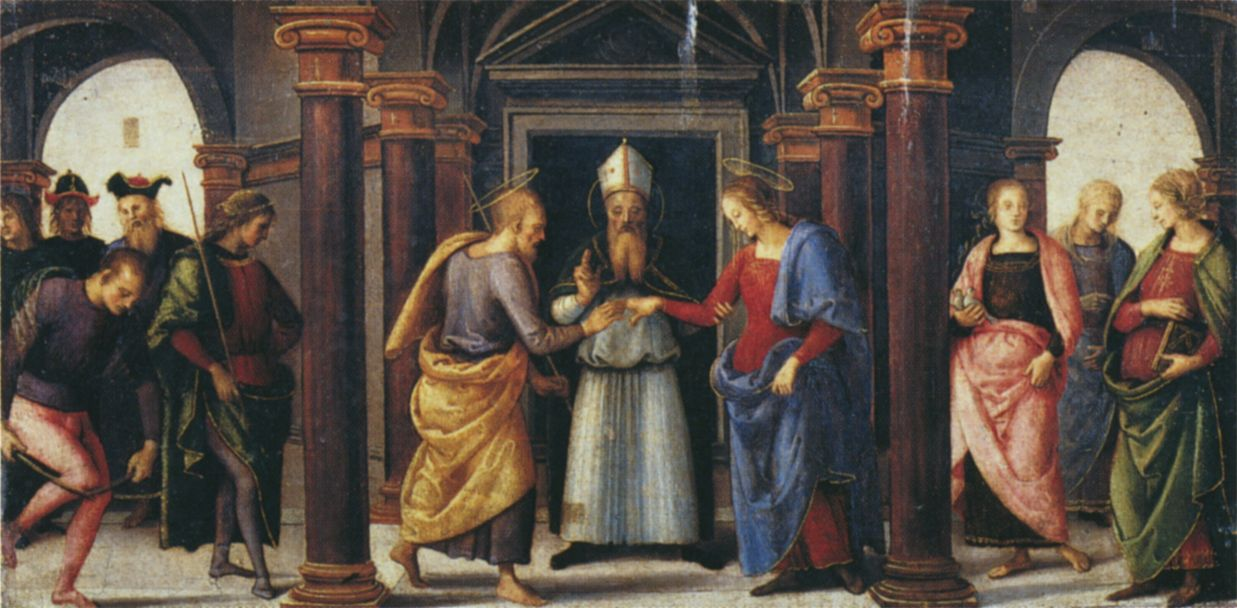
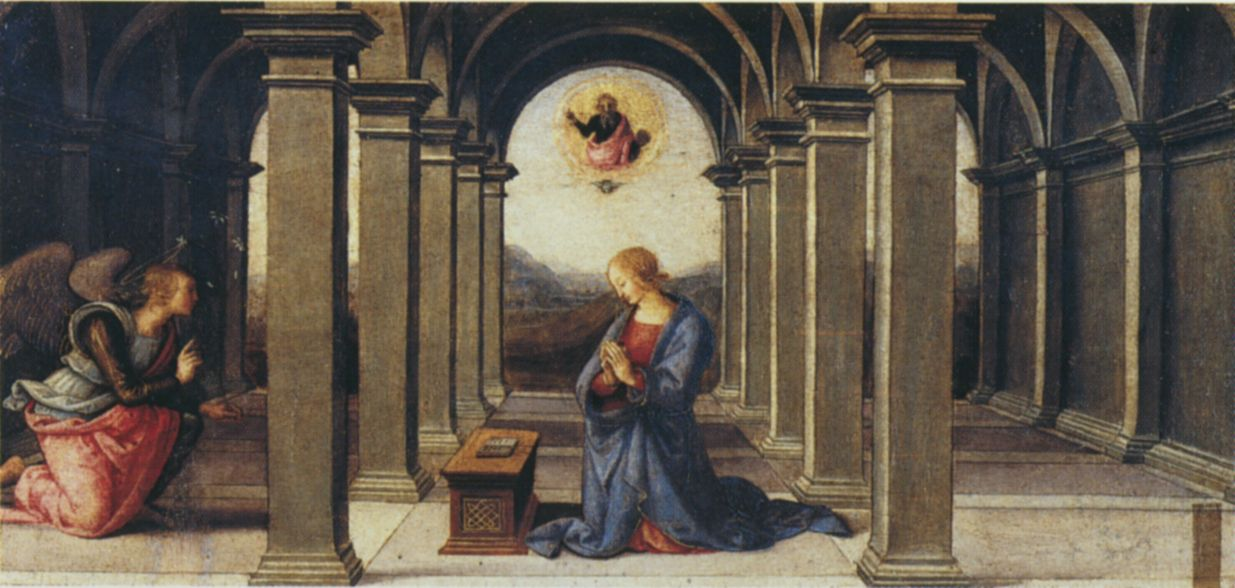
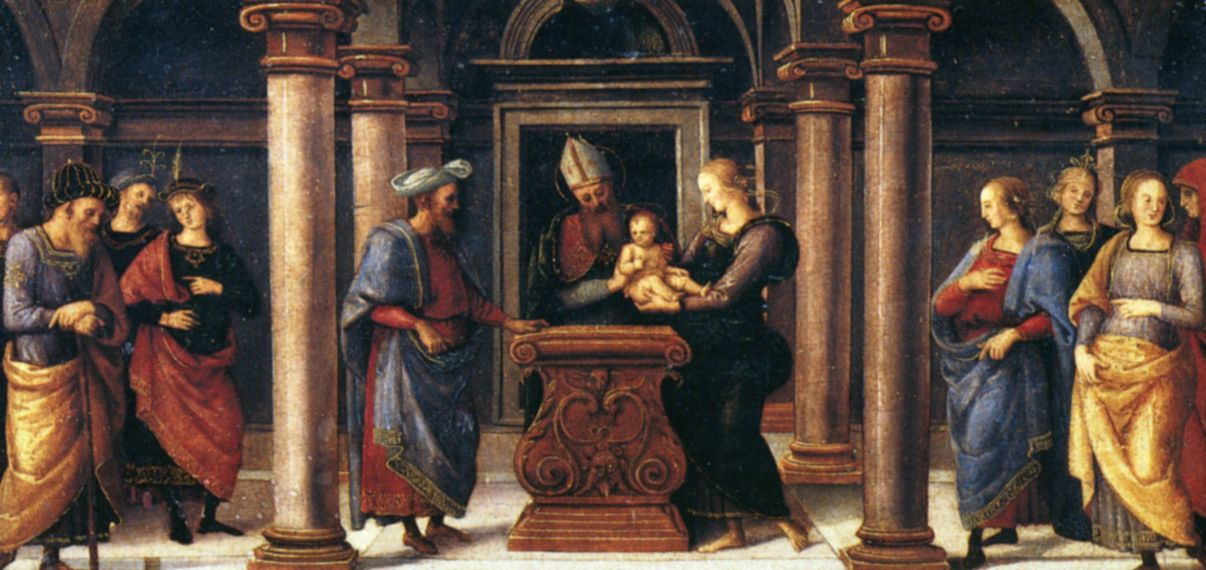
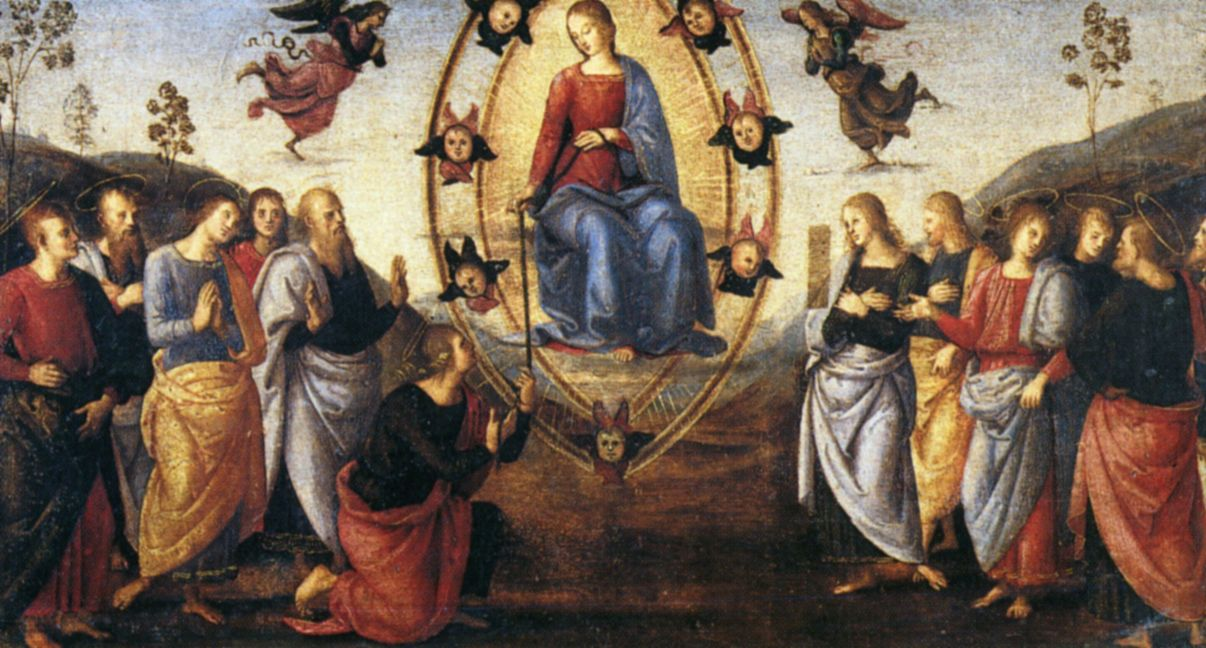

## Sources
- (it) Cet article est partiellement ou en totalité issu de l’article de Wikipédia en italien intitulé « Pala di Fano » (voir la liste des auteurs).